# Крушевац
Кру́шевац (серб. Крушевац / Kruševac) город в Расинском округе, в общине Крушевац Сербии. В Средние века был сербской столицей. Население, согласно переписи населения 2022 года — 53 746 человек. В общине Крушевац проживает 113 582 человека.
Община Крушевац включает 101 населённый пункт. Город Крушевац — экономический, административный, промышленный, культурный, образовательный, информационный и спортивный центр Расинского округа и одноимённой общины. Община Крушевац занимает площадь 854 км².
Город находится в Крушевацкой котловине, которая занимает долину Западной Моравы и простирается между Левчей и Темничей на севере, Жупе, Копаоником и Ястребацом на юге, Кралевской котлиной и Ибарской долиной на западе.

## История
Крушевац как свою столицу основал князь Лазарь в 1371 году. Впервые упоминается в 1387 году. По преданию, Крушевац получил имя от камня крушца, обломков речного камня, из которого большей частью город и создан.
После Косовской битвы, Крушевац остаётся столицей Сербии. В это время правит Милица, а после неё сын Лазаря — деспот Стефан, который позже перенёс столицу в Белград. Турки нападают на Крушевац много раз, но завоёвывают только в 1427 году, после смерти деспота Стефана.
С 1444 года Крушевац в руках Георгия Бранковича, но турки окончательно захватывают в 1454 году. В то время город носил турецкое имя Аладжа Хисар. Во время Австро-турецкой войны 1689 город был освобождён от турок. Город был возвращён турками в 1791, по Свиштовскому миру. Окончательно освобождён от турок Крушевац был в 1833 году. После освобождения город начал быстро развиваться и стал одним из крупных региональных центров тогдашней Сербии.
Во время Второй мировой войны немецкими оккупационными силами на горе Багдала были расстреляны 1642 партизана из Крушеваца и окрестностей в знак мести за нападение объединённых сил четников и партизан. После войны это место превращено в памятный парк под названием «Слободиште» («Освобождение»).

## Промышленность
Крушевац — промышленный центр с развитой металлообрабатывающей («14 октобар») и химической индустрией (ХИ «Жупа», «Мерима», «Тrayal»). Здесь есть фабрика алкогольных и безалкогольных напитков «Рубин», а также около 1200 частных предприятий.

## Демография
Население большей частью составляют сербы.

## Галерея
- Церковь Лазарица
- Звонница
- Руины города царя Лазаря
- Памятник Князю Лазарю
- Панорама города к югу
- Панорама города к востоку
- Филип Вишнич - деталь памятника Косовским воинам

## Известные крушевляне
- Миодраг Петрович Чкаля
- Боян Миладинович
- Радмила Савичевич
- Властимир Джюза Стоилькович
- Радмила Живкович
- Ташко Начич
- Радош Байич
- Любинка Бобич
- Милия Вукович
- Войин Четкович
- Наташа Шолак
- Небойша Брадич
- Добрица Чосич
- Станислав Бинички
- Лиляна Хабьянович Джюрович
- Милан Милованович
- Горан Раичевич
- Саня Вучич

## СМИ в Крушеваце
Телевидение:
- РТВ Крушевац,
- РТВ Плус,
- РТВ Јефимија,
- РТВ Ластавица,
- РТВ Рубин
- Хот ТВ
- ТВ Омега

Радио:
- Радио Крушевац 1
- Радио Крушевац 2
- Радио ФИМС
- Радио ОК студио
- Радио Некст
- Радио Парламент
- Радио Пума
- Радио Плус
- Радио Невен
- Радио Ластавица
- Радио Чигра
- Радио Антенна
- Радио Супер ФМ
- Радио Јефимија
- Радио Макс

Городские газеты:
- Град
- Победа

## Города-побратимы
- Пистойя, Италия (1966)
- Трогир, Хорватия (1972)
- Травник, Босния и Герцеговина (1972)
- Корфу, Греция (1985)
- Сентендре, Венгрия (1990)
- Кирьят Гат, Израиль (1990)
- Рымнику-Вылча, Румыния (2003)
- Липецк, Россия (2016)
- Одинцово (2017)[1]

Крушевац осуществляет сотрудничество с городами:
- Волгоград, Россия (1999)
- Стара-Загора, Болгария (2000)
- Рязань, Россия (2000)
- Жалец, Словения (2006)
- Биелина, Босния и Герцеговина (2006)